# Toonsylvania
Toonsylvania è una serie televisiva a disegni animati prodotta da Dreamworks, con Bill Kopp e Steven Spielberg. Il cartone andò originariamente in onda negli Stati Uniti d'America dal 7 febbraio 1998 al 18 gennaio 1999 nel blocco Fox Kids Network dove veniva solitamente collocato in un contenitore chiamato "The No Yell Motel" che presentava altri programmi spaventosi per bambini come Piccoli brividi e Gli acchiappamostri. In Italia invece è stato trasmesso su Canale 5 nel contenitore Tiratardi dal 12 settembre 1999. La serie è composta da due stagioni dipartita rispettivamente da 13 episodi per la prima e di 8 per la seconda.
Il cartone presenta al suo interno diversi segmenti animati; quelli principali sono "Frankenstein", "Night of the Living Fred" (per la maggior parte degli episodi della prima stagione), "Attack of the Living Killer B Movies" (solo alcuni episodi della prima stagione), "Igor's Science Minute" e "Melissa Screetch's Morbid Morals".

## Trama
Un tipico episodio di Toonsylvania inizia con una serie di cartoni animati chiamata "Frankenstein" (una parodia dell'omonimo romanzo di Mary Shelley), che narra le avventure del dottor Vic Frankenstein, del suo assistente Igor che si propone sempre di dimostrare di essere un genio come il suo maestro e il loro stupido mostro di Frankenstein noto come Phil. Prima del secondo cartone animato, è presente una breve scena in cui Igor è sul divano con Phil e cerca di aggiustare il telecomando della televisione, ma in ogni episodio c'è un problema diverso con l'oggetto in questione (si tratta di una gag ricorrente simile a quella del divano de I Simpson).
Dopodiché, c'è una serie di cartoni animati chiamata "Night of the Living Fred", che riguarda una famiglia di zombi. Questo segmento è stato creato dal fumettista Mike Peters. In alcune occasioni questo segmento viene sostituito dalla parodia di un film horror di serie B.
Successivamente veniva mostrato un breve segmento intitolato "Igor's Science Minute", in cui Igor tiene una lezione di scienze (a volte cantata) che però finisce sempre in un disastro.
Il segmento finale è "Melissa Screetch's Morbid Morals", in cui Phil il mostro di Frankenstein fa qualcosa di brutto e Igor lo punisce leggendo un racconto dell'orrore che coinvolge una ragazza monella di nome Melissa Screetch che non ascolta gli avvertimenti degli adulti (di solito della madre) e ne subisce le conseguenze in un modo o nell'altro.

### Seconda stagione
Nella seconda stagione è stata cambiata l'impostazione generale della serie rendendola più simile a una sitcom. Infatti Igor, il dottor Vic Frankenstein e Phil ora interagiscono con una varietà di nuovi personaggi, tra cui un vicino di casa ficcanaso chiamato Seth Tuber, basato su Norman Bates di Psyco, e sua madre. Viene inoltre introdotta una folla inferocita della Transilvania, che si rivela essere un allegro un gruppo di hipster in stile Beatles.
Gli unici altri segmenti provenienti dalla prima stagione sono le parodie dei film di serie B (sebbene siano andati in onda anche alcuni episodi di "Night of the Living Fred") e Melissa Screetch in un nuovo segmento chiamato "The Melissa Screetch Show". Ogni volta che Melissa viene delusa da un amico o da un familiare, torna a casa e si mette sotto le lenzuola e finge di mettere in scena uno spettacolo. Quest'ultima dovrà vedersela anche con un suo trasgressore che fungerà da guest star, il quale verrà poi eliminato in modo ironico.

## Personaggi
Phil
Doppiato da: Brad Garrett (ed. inglese), Gerolamo Alchieri (ed. italiana)
Igor
Doppiato da: Wayne Knight (ed. inglese), Roberto Stocchi (ed. italiana)
Melissa Screetch
Doppiata da: Nancy Cartwright (ed. inglese), Perla Liberatori (ed. italiana)
Dott. Vic
Doppiato da: David Warner (ed. inglese), Giorgio Locuratolo (ed. italiana)
Dedgar Deadman
Doppiato da: Matt Frewer (ed. inglese), Oreste Baldini (ed. italiana)
Tiffany
Doppiata da: Kath Soucie (ed. inglese), Francesca Guadagno (ed. italiana)
Ashley
Doppiata da: Valery Pappas (ed. inglese), Paola Valentini (ed. italiana)
Fred
Doppiato da: Billy West (ed. inglese), Stefano Crescentini (ed. italiana)

## Episodi

### Prima stagione (1998)
| nº | Titolo italiano                                                                           | Titolo originale           | Prima TV USA      | Prima TV Italia   |
| --- | ----------------------------------------------------------------------------------------- | -------------------------- | ----------------- | ----------------- |
| 1 |                                                                                           | Darla Doiley – Demon Doll  | 7 febbraio 1998   | 12 settembre 1999 |
| 1 | The Importance of Being Urnie                                                             |                            | 7 febbraio 1998   | 12 settembre 1999 |
| 1 | Igor's Science Minute: Clone or Be Cloned                                                 |                            | 7 febbraio 1998   | 12 settembre 1999 |
| 1 | Melissa Screetch's Morbid Morals: The Boogeyman'll Get You, Melissa                       |                            | 7 febbraio 1998   | 12 settembre 1999 |
| Igor compra a Phil una bambola decisa ad uccidere i suoi proprietari; i ragazzi zombie Fred e Ashley Deadman rintracciano lo zio Urnie dopo che quest'ultimo è stato coinvolto in una rapina in banca; Igor insegna agli spettatori il processo e le conseguenze della clonazione; dopo essere rimasta in giro per troppo tempo, Melissa Screetch deve tornare a casa o affrontare l'uomo nero. |                                                                                           |                            |                   |                   |
| 2 |                                                                                           | Blind Date of Frankenstein | 14 febbraio 1998  | 19 settembre 1999 |
| 2 | Football...and Other Body Parts                                                           |                            | 14 febbraio 1998  | 19 settembre 1999 |
| 2 | Igor's Science Minute: Helium and Hot Air Balloons                                        |                            | 14 febbraio 1998  | 19 settembre 1999 |
| 2 | Melissa Screetch's Morbid Morals: Stop Making Ugly Faces                                  |                            | 14 febbraio 1998  | 19 settembre 1999 |
| Igor crea una fidanzata per il suo arrogante maestro, il dottor Vic Frankenstein; Fred e Ashley devono dimostrare il loro valore durante una partita di football della scuola; Igor gonfia Phil come parte della sua lezione sullo spostamento dell'aria e su come l'elio sia l'elemento più leggero della tavola periodica; l'abitudine di Melissa Screetch di fare brutte facce la condanna a interpretare dei mostri in film di serie B. |                                                                                           |                            |                   |                   |
| 3 |                                                                                           | Love Potion Number Nein    | 21 febbraio 1998  | 26 settembre 1999 |
| 3 | Attack of the Iguana People                                                               |                            | 21 febbraio 1998  | 26 settembre 1999 |
| 3 | Igor's Science Minute: The Big Bang                                                       |                            | 21 febbraio 1998  | 26 settembre 1999 |
| 3 | Melissa Screetch's Morbid Morals: Teeth for Two                                           |                            | 21 febbraio 1998  | 26 settembre 1999 |
| Igor ruba la pozione d'amore del dottor Vic e la usa come profumo per Natalie Nightshade, un'attrice di Hollywood un tempo famosa che ora infesta il castello, ma la pozione ha un pericoloso effetto collaterale che potrebbe costare la vita a Igor; il secondo segmento mostra una parodia di un film di mostri sulle creature rettiliane; Igor intrappola Phil all'interno di una gigantesca macchina per i popcorn come parte della sua lezione sulla teoria del big bang; Melissa Screetch incorre nell'ira della fatina dei denti dopo che si è rifiutata di dare la metà dei soldi donategli dalla fata a suo fratello Kyle.                                                                      |                                                                                           |                            |                   |                   |
| 4 |                                                                                           | Baby Human                 | 28 febbraio 1998  | 3 ottobre 1999    |
| 4 | Earth vs. Everything                                                                      |                            | 28 febbraio 1998  | 3 ottobre 1999    |
| 4 | Igor's Science Minute: Blunder and Lightning                                              |                            | 28 febbraio 1998  | 3 ottobre 1999    |
| 4 | Melissa Screetch's Morbid Morals: Little Screetchin' Riding Hood                          |                            | 28 febbraio 1998  | 3 ottobre 1999    |
| Igor crea un bambino umanoide con un appetito insaziabile; il secondo segmento mostra un'altra parodia di un film di serie B in cui un mostro noto come "Tutto" complotta per governare il mondo; Igor insegna agli spettatori cosa sono i fulmini, ma viene colpito da quest'ultimi in continuazione; si tiene una versione musicale di Cappuccetto Rosso con Melissa Screetch che tortura il lupo cattivo. |                                                                                           |                            |                   |                   |
| 5 |                                                                                           | Built for Speed            | 7 marzo 1998      | 10 ottobre 1999   |
| 5 | Captain Beaumarchais' Fish Flakes                                                         |                            | 7 marzo 1998      | 10 ottobre 1999   |
| 5 | A Kiss Before Dying                                                                       |                            | 7 marzo 1998      | 10 ottobre 1999   |
| 5 | Igor's Science Minute: Gravity                                                            |                            | 7 marzo 1998      | 10 ottobre 1999   |
| 5 | Melissa Screetch's Morbid Morals: Go Stand in the Corner, Young Lady                      |                            | 7 marzo 1998      | 10 ottobre 1999   |
| Mentre sta cercando un modo di avere successo come scienziato pazzo, il dottor Vic scopre che il suo rivale (ora ridotto a una testa dopo aver mangiato il peperoncino che funge da sistema d'allarme di Vic) ha modificato la sua macchina in moda che possa esplodere se scende al di sotto delle 60 miglia orarie; il secondo segmento vede una breve parodia pubblicitaria per una colazione composta da cereali a base di pesce; Ashley allestisce uno stand per i baci al carnevale scolastico; Igor spinge Phil giù dalla Torre Eiffel in questa lezione deformata sulla gravità; Melissa Screetch, dopo essere stata punita per aver parlato durante la lezione, fa licenziare la sua insegnante. |                                                                                           |                            |                   |                   |
| 6 | Una nuova testa per Babbo Natale                                                          | Spawn of Santa             | 14 marzo 1998     | 17 ottobre 1999   |
| 6 | Dead Hard                                                                                 |                            | 14 marzo 1998     | 17 ottobre 1999   |
| 6 | Igor's Science Minute: Periodic Table of Elements                                         |                            | 14 marzo 1998     | 17 ottobre 1999   |
| 6 | Melissa Screetch's Morbid Morals: Don't Swallow the Seeds, Silly                          |                            | 14 marzo 1998     | 17 ottobre 1999   |
| Il dottor Vic scambia il cervello di Babbo Natale con quello di un rapinatore di banche; Fred viene condannato alla detenzione durante la notte e deve scappare attraversando il condotto d'aerazione della scuola per salvare il suo appuntamento per il ballo scolastico dal bullo della scuola; Igor canta gli elementi della tavola periodica; Melissa ingoia dei semi di anguria, che crescono dentro di lei e la trasformano in un mostro. |                                                                                           |                            |                   |                   |
| 7 |                                                                                           | Doom With a View           | 28 marzo 1998     | 24 ottobre 1999   |
| 7 | Dead Dog Day Afternoon                                                                    |                            | 28 marzo 1998     | 24 ottobre 1999   |
| 7 | Igor's Science Minute: Evolution and the Attorney                                         |                            | 28 marzo 1998     | 24 ottobre 1999   |
| 7 | Melissa Screetch's Morbid Morals: Here There Be Monsters                                  |                            | 28 marzo 1998     | 24 ottobre 1999   |
| Mentre il dottor Vic è via, Igor e Phil usano il castello come un bed and breakfast e il Tristo Mietitore diventa il loro primo cliente; Fred porta il suo cane morto a una mostra canina; Igor canta una canzone sull'evoluzione dell'uomo; Melissa Screetch racconta una sua versione della storia di Cristoforo Colombo e della sua esplorazione delle Americhe, che presenta anche un mostro marino affamato. |                                                                                           |                            |                   |                   |
| 8 |                                                                                           | Love Hurts                 | 4 aprile 1998     | 31 ottobre 1999   |
| 8 | One for Mall and Mall for One                                                             |                            | 4 aprile 1998     | 31 ottobre 1999   |
| 8 | Igor's Science Minute: The Brain                                                          |                            | 4 aprile 1998     | 31 ottobre 1999   |
| 8 | Melissa Screetch's Morbid Morals: Plain as the Nose on Your Face                          |                            | 4 aprile 1998     | 31 ottobre 1999   |
| Igor, il dottor Vic e Phil appaiono in un game show simile ad un simulatore di appuntamenti, in cui il dottor Vic continua a infortunarsi durante le sfide fisiche; i Deadman si dirigono al centro commerciale per fare una foto di famiglia; Igor prende il cervello di Phil mentre canta un brano dedicato all'organo in questione; Melissa continua a mentire e perciò le cresce il naso come a Pinocchio e incorre nell'ira di Dio. |                                                                                           |                            |                   |                   |
| 9 |                                                                                           | Phil Feel Smart            | 25 aprile 1998    | 7 novembre 1999   |
| 9 | Voodoo Vacation                                                                           |                            | 25 aprile 1998    | 7 novembre 1999   |
| 9 | Igor's Science Minute: The Universe                                                       |                            | 25 aprile 1998    | 7 novembre 1999   |
| 9 | Melissa Screetch's Morbid Morals: Melissa, Don't Spoil Your Appetite                      |                            | 25 aprile 1998    | 7 novembre 1999   |
| Phil ingerisce tutte le sostanze chimiche in laboratorio per eliminare il sapore del peperoncino preparato da Igor, e improvvisamente diventa la persona più intelligente del mondo, così Igor e il dottor Vic vogliono sfruttare la situazione a proprio vantaggio; I Deadman vanno in vacanza alle Hawaii e vengono scambiati per delle antiche divinità; Igor canta una canzone sull'universo; Melissa inizia ad abbuffarsi di cioccolato ma finisce per perdere la vita in quanto non ha mangiato altri cibi per mantenersi. |                                                                                           |                            |                   |                   |
| 10 |                                                                                           | WereGranny                 | 2 maggio 1998     | 14 novembre 1999  |
| 10 | The Lobster of Party Beach                                                                |                            | 2 maggio 1998     | 14 novembre 1999  |
| 10 | Igor's Science Minute: Luck Is Not a Factor                                               |                            | 2 maggio 1998     | 14 novembre 1999  |
| 10 | Melissa Screetch's Morbid Morals: The Screetchy Little Mermaid                            |                            | 2 maggio 1998     | 14 novembre 1999  |
| La nonna del dottor Vic va a trovare suo nipote e Igor crede che Phil abbia accidentalmente aggiunto al suo tè una strana sostanza che ha finito per trasformarla in un lupo mannaro; il secondo segmento vede un'ulteriore parodia di un film di serie B con protagonista un mostro aragosta che rovina una festa in spiaggia per adolescenti; Igor insegna agli spettatori i ragionamenti scientifici dietro la fortuna; Melissa Screetch è un'odiosa sirena decisa a vendicarsi del principe che l'ha rifiutata. |                                                                                           |                            |                   |                   |
| 11 |                                                                                           | A Family Plot              | 16 maggio 1998    | 21 novembre 1999  |
| 11 | A Zombie is Born                                                                          |                            | 16 maggio 1998    | 21 novembre 1999  |
| 11 | Igor's Science Minute: Earthquake Boogie                                                  |                            | 16 maggio 1998    | 21 novembre 1999  |
| 11 | Melissa Screetch's Morbid Morals: Melissa and the Three Bears                             |                            | 16 maggio 1998    | 21 novembre 1999  |
| Igor resuscita l'ex moglie del dottor Vic e la sua famiglia; Fred e Ashley si iscrivono al talent show scolastico; Igor canta una canzone sui terremoti ispirandosi a Elvis; Melissa Screetch molesta i Tre Orsi. |                                                                                           |                            |                   |                   |
| 12 |                                                                                           | Phil's Brain               | 14 settembre 1998 | 28 novembre 1999  |
| 12 | Jurassic Putt                                                                             |                            | 14 settembre 1998 | 28 novembre 1999  |
| 12 | Igor's Science Minute: Bites and Stings                                                   |                            | 14 settembre 1998 | 28 novembre 1999  |
| 12 | Melissa Screetch's Morbid Morals: You Keep Bouncing Like That, You're Gonna Hurt Yourself |                            | 14 settembre 1998 | 28 novembre 1999  |
| Igor cerca di convincere il cervello di Phil ad aiutarlo a portare fuori la spazzatura, ma il cervello si sente solo e vuole una sposa; Fred esce a un appuntamento di minigolf con una ragazza gotica; Igor canta gli effetti di morsi e punture sulle note di My Favorite Things di The Sound of Music; l'eccessivo rimbalzo del divano di Melissa Screetch la manda nello spazio. |                                                                                           |                            |                   |                   |
| 13 |                                                                                           | The Inferior Decorator     | 21 settembre 1998 | 5 dicembre 1999   |
| 13 | Bang!                                                                                     |                            | 21 settembre 1998 | 5 dicembre 1999   |
| 13 | Igor's Science Minute: Parasites                                                          |                            | 21 settembre 1998 | 5 dicembre 1999   |
| 13 | Melissa Screetch's Morbid Morals: Melissa Screetch, Earth Ambassador                      |                            | 21 settembre 1998 | 5 dicembre 1999   |
| Il dottor Vic costringe Igor, decisamente stanco, a ristrutturare la sua camera da letto e Igor sostituisce il cervello di Phil con quello di un arredatore d'interni; i Deadman incontrano i loro nuovi vicini umani a un barbecue; Igor canta di come avere un parassita per un animale domestico sia più economico di un vero animale; a seguito di una gita alla NASA, Melissa Screetch provoca un'invasione aliena. |                                                                                           |                            |                   |                   |

### Seconda stagione (1998-99)
| nº | Titolo italiano                                                 | Titolo originale                | Prima TV USA     | Prima TV Italia  |
| --- | --------------------------------------------------------------- | ------------------------------- | ---------------- | ---------------- |
| 14 |                                                                 | Something Weenie This Way Comes | 26 ottobre 1998  | 12 dicembre 1999 |
| 14 | Ideadical Cousins                                               |                                 | 26 ottobre 1998  | 12 dicembre 1999 |
| 14 | Melisserella                                                    |                                 | 26 ottobre 1998  | 12 dicembre 1999 |
| Dopo aver scoperto di essere al verde, il dottor Vic e Igor trovano lavoro da Weenie mentre Phil viene scambiato per un videogioco nella sala giochi locale; Fred e Ashley Deadman giocano con il cugino francese che vuole sbarazzarsi di Ashley e vivere la sua vita; Melissa Screetch è una Cenerentola pigra e cattiva in questa versione boogie-woogie del racconto classico. |                                                                 |                                 |                  |                  |
| 15 |                                                                 | Igor's Replacement              | 9 novembre 1998  | 19 dicembre 1999 |
| 15 | The Deadman Bunch                                               |                                 | 9 novembre 1998  | 19 dicembre 1999 |
| Igor ottiene un nuovo lavoro da un altro scienziato pazzo dopo che il dottor Vic si rifiuta di cedere alle sue richieste; il secondo segmento vede una parodia de La famiglia Brady con protagonista i Deadman. |                                                                 |                                 |                  |                  |
| 16 |                                                                 | My Fair Monster                 | 16 novembre 1998 |                  |
| 16 | The Nosey Face                                                  |                                 | 16 novembre 1998 |                  |
| 16 | Shelf Of Brains                                                 |                                 | 16 novembre 1998 |                  |
| In questa parodia di My Fair Lady, Igor insegna a Phil a essere il protagonista dello spettacolo dei mostri di Westminster dopo che il dottor Vic si è rifiutato di lasciarlo entrare; gli abitanti del villaggio arrabbiati recitano una poesia su uno sconosciuto con uno strano naso; Phil canta dei tanti cervelli che ha in laboratorio e nella sua testa. |                                                                 |                                 |                  |                  |
| 17 |                                                                 | The Doomed Odyssey              | 23 novembre 1998 |                  |
| 17 | Attack of the Fifty Footed Woman                                |                                 | 23 novembre 1998 |                  |
| 17 | Becki with an I                                                 |                                 | 23 novembre 1998 |                  |
| Una troupe cinematografica invade il castello e Igor, il dottor Vic e Phil li infastidiscono di conseguenza; il secondo segmento è una parodia di un film di serie B in cui una sonnolenta cittadina occidentale viene attaccata da una donna troppo cresciuta con 50 piedi; Becki (ovvero Weenie dell'episodio Something Weenie This Way Comes) esegue un pezzo sul motivo per cui odia essere in Toonsylvania. |                                                                 |                                 |                  |                  |
| 18 |                                                                 | The Longest Day                 | 7 dicembre 1998  |                  |
| 18 | Take Us to Your Liter                                           |                                 | 7 dicembre 1998  |                  |
| 18 | Escape from Wet Nurse Island                                    |                                 | 7 dicembre 1998  |                  |
| Il dottor Vic, Igor e Phil subiscono una noiosa visita dal DMV (reparto di autoveicoli) dopo che il dottor Vic ha ricevuto una targa errata; il secondo segmento mostra una parodia di un film di serie B in cui gli alieni vogliono che l'America passi al sistema metrico decimale; Melissa Screetch crea un programma televisivo in cui la sua babysitter viene mandata in un'isola prigione in stile Alcatraz. |                                                                 |                                 |                  |                  |
| 19 |                                                                 | For Your Info-Mation            | 21 dicembre 1998 |                  |
| 19 | In Or Out                                                       |                                 | 21 dicembre 1998 |                  |
| 19 | Melissa Makes A Wish                                            |                                 | 21 dicembre 1998 |                  |
| 19 | Madame Olga's Lament                                            |                                 | 21 dicembre 1998 |                  |
| Il dottor Vic vende la sua pozione della fontana della giovinezza in uno spot pubblicitario; i figli dei Deadman vengono espulsi da scuola perché sono morti; Melissa desidera un elicottero Black Op; la domestica del dottor Vic, Madame Olga, canta i suoi segreti e i suoi sogni. |                                                                 |                                 |                  |                  |
| 20 |                                                                 | Some Weird In Time              | 4 gennaio 1999   |                  |
| 20 | Vittles With Vic                                                |                                 | 4 gennaio 1999   |                  |
| 20 | Parents Opposed to Television Inappropriateness                 |                                 | 4 gennaio 1999   |                  |
| 20 | Toonsylvania Presents: Phil and Igor in "Don't Axe, Don't Tell" |                                 | 4 gennaio 1999   |                  |
| 20 | News from Around the World                                      |                                 | 4 gennaio 1999   |                  |
| 20 | A Man of No Importance                                          |                                 | 4 gennaio 1999   |                  |
| 20 | Swamp Thingy                                                    |                                 | 4 gennaio 1999   |                  |
| Igor, il dottor Vic e Phil viaggiano nel tempo; il dottor Vic tiene una lezione di cucina; un censore televisivo della POTTI (Genitori contrari all'inadeguatezza televisiva) discute dei troppi contenuti violenti presenti nella serie; nella terza parte Igor e Phil vengono entrambi attenuati dalla censura del segmento precedente; nel quarto segmento vi è una parodia di un telegiornale che mostra come la famiglia Deadman abbia cambiato la storia; un personaggio sconosciuto sottolinea le scene in cui appare nella serie; nell'ultima parte viene mostrata una parodia di un film di serie B in cui un mostro della palude vuole andare in vacanza. |                                                                 |                                 |                  |                  |
| 21 |                                                                 | Cyranot                         | 18 gennaio 1999  |                  |
| 21 | Igor III                                                        |                                 | 18 gennaio 1999  |                  |
| 21 | Running of the Bullies                                          |                                 | 18 gennaio 1999  |                  |
| 21 | Troop 664                                                       |                                 | 18 gennaio 1999  |                  |
| Phil si innamora di un mostro femmina, ma il dottor Vic finisce per rubargliela; nel secondo segmento si tiene una parodia di Riccardo III di Shakespeare con Igor come protagonista; i figli dei Deadman combattono contro dei bulli; il gruppo selvaggio di Melissa Screetch si perde nei boschi. |                                                                 |                                 |                  |                  |

## Colonna sonora
La colonna sonora della serie è stata scritta da Michael Tavera, Keith Baxter, Christopher Neal Nelson, John Paul Given, Christopher Klatman e Thom Sharp. La sigla è stata composta da Steve Bernstein e Julie Bernstein con i testi di Paul Rugg.

## Home video
Il 31 agosto 1999 è stata pubblicata una VHS di Toonsylvania, che conteneva alcuni episodi selezionati e presentava la sigla d'apertura della seconda stagione (sebbene tutte le puntate provenissero dalla prima). Gli episodi presenti in questione sono: Darla Doiley, Demon Doll, Voodoo Vacation, Baby Human, Dead Dog Day Afternoon, Igor's Science Minute (Clone or Be Cloned, The Brain, Earthquake Boogie. e Gravity and the Eiffel Tower), Melissa Screetch's Morbid Morals (The Boogeyman, Stop Making Ugly Faces, Here There Be Monsters e Melissa Screetch: Earth Ambassador), Phil's Cervello, Football...and Other Body Parts, Bang! e WereGranny. La videocassetta fu distribuita esclusivamente negli Stati Uniti.

## Videogioco
Un videogioco sviluppato da RFX Interactive è stato pubblicato da Light & Shadow Production e Ubi Soft per Game Boy Color nel 2000.

## Merchandise
Le action figure e i playset di Toonsylvania sono stati realizzati da Pangea Corporation e distribuiti da Toy Island. Burger King ha distribuito alcuni giocattoli a tema nei pasti per bambini per un breve periodo di tempo.